# نوفهم‌گرایی
نوفهم‌گرایی توسط پاینار (به انگلیسی:reconceptualism) جنبشی در برنامه‌ریزی درسی است که برای طراحی برنامه‌ریزی درسی طرح یا مدل ارئه نمی‌دهد و به مسائل فنی برنامه درسی توجهی نشان نمی‌دهد. نوفهم‌گرایان بیشتر تمایل دارند که مسایل ایدئولوژیک و اخلاقی را در تعلیم و تربیت مطرح کنند و علاوه بر مدارس نهادهای سیاسی و اقتصادی را نیز مطالعه نمایند. رویکرد یک نو فهم گرا بیشتر در فلسفه ریشه دارد و این جنبش به همان اندازه نسبت به پیش زمینه‌های اجتماعی و سیاسی نیز توجه نشان می‌دهند. (اورنشتاین و هاکینز (۱۹۹۳)). از دیدگاه دکتر مصطفی قادری دانشیار رشته مطالعات برنامه درسی کردستان نوفهم گرایی به جای آن که یک جنبش متحد و یکدست باشد یک جریان فکری از متخصصان برنامه درسی است که به جای برنامه درسی بیشتر به فهم برنامه درسیunderstanding curriculum اهمیت می‌دهند و نوفهم گرایان به طیف وسیعی از متخصصان فمنیست، انتقادی، پست مدرن، پدیدارشناس و غیره گفته می‌شود.

## در لغت
وازهٔ concept در این اصطلاح به معنای مفهوم نیست بلکه به معنای درک؛ تصور یا فهم است.
از طرفی درج واژهٔ «مفهوم» ذهن را به معنای مطالعه مفاهیم در رشته برنامه‌ریزی درسی معطوف می‌کند در حالی که هیچ‌جا در ادبیات جنبش نوفهم گرایی اصطلاح «مفهوم» در مرکز توجه نیست و با این منظور به کار نرفته‌است. اما با خارج شدن از جدال لغت‌شناسی؛ مطالعه تارخ این جنبش باز نشان می‌دهد که «نوفهم‌گرایی» اصطلاح درست و موثق تری برای معادل لاتین آن است. از نظر نوفهم گراین این جنبش نوعی تغییر پارادایم است از «برنامه‌ریزی درسی» به سمت «فهم برنامه درسی» (پاینار و همکاران۱۹۹۵؛ ص ۶).

## نوفهمی در زبان و معنای برنامه درسی
همیشه در مدارس بر استفادهٔ عملی از دانش سخن به میان می آید و بهره و سودمندی عملی دانش به عنوان یک ارزش بنیادین به رخ معلمان و دانش آموزان کشیده می‌شود پیامد این وضعیت شوم این است که برنامه درسی با اقتصاد و علم بیشترین نزدیکی وبا مخلوقات فرهنگی سردترین ارتباط را دارد
کتاب:

## موضوعات
شاید مطالعه کتاب فهم برنامه درسی تألیف پاینار؛ رینو؛ اسلاتری و توبمن (۱۹۹۵) مقدمه درک نو فهم گرایی باشد. پاینار و همکاران در این کتاب چند موضوع مختلف موضوع علاقه نو فهم گراین نیز هست به صورت زیر مطرح می‌کنند:
- گفتمان معاصر برنامه درسی
- فهم برنامه درسی در بستر تاریخی
- فهم برنامه درسی به عنوان یک متن نژادی؛ جنسیتی؛ پساساختار گرایانه؛ پدیدارشناسانه؛ زیبایی شناسانه؛ خودشرح حال نویسی؛ خداشناسانه؛ موسسه‌ای و متن بین‌المللی.

## نقد کنترل فعالان برنامه درس
پاینار نیز مانند شوآب معتقد است که رشته برنامه درسی به تاراج رفته‌است. حوزه برنامه درسی به جای شاغلین در مدارس و شاغلین دانشگاهی رشته برنامه درسی به وسیله سیاستمداران، شرکت‌های انتشار کتاب‌های درسی و متخصصان رشته‌ها رهبری و کنترل می‌شود. پاینار در جایی دیگر می‌نویسد:نقش معلمان مدارس به کارگران اجرایی که به وسیله سیاستمداران تعلیم دیده اندتنزل یافته‌است. برگرفته از کتاب نوفهم گرایی در مطالعات برنامه درسی دکتر مصطفی قادری نوشته ادریس رستمی-سامان مکی

## نقد نوفهم گرایی
نقدهای زیادی به نومفهوم گرایان وارد آمده‌است. رالف تایلر متخصص برنامه‌ریزی درسی که خود هیچ‌گاه ازنقدهای نومفهوم گرایان در امان نبوده در اواخر سال‌های زندگی(۱۹۹۴) طی مصاحبه‌ای که در دانشگاه استانفورد انجام داده به شدت مواضع نومفهوم گرایان را کوبیده‌است. در ادامه این مصاحبه را به نقل از هابات(۱۹۹۴) مرور می‌کنیم:
مصاحبه با رالف تایلر: همان‌طور که ذکرشد عقلانبت تایلری نقطهٔ اصلی انتقاد نومفهوم گرایان بوده و هست. تایلر در دهه های۱۹۴۰تا۱۹۵۰ عقاید تازه وعلمی دربارهٔ برنامهٔ درسی ارائه کرد و نقش مهمی در شناساندن و تثبیت رشتهٔ برنامهٔ درسی ایفا کرده‌است. او در سال ۱۹۹۴فوت کرد.
چندین مصاحبهٔ جامع وبسیط دربارهٔ کار و زندگی تایلر انجام شده است.
از مجلهٔ فی دلتا کاپان که اولین مصاحبهٔ جامع با تایلر را در سال۱۹۷۳ انجام داد (فیشباین ۱۹۷۳) تا مصاحبهٔ طولانی که ویلیام شوبرت و آن لین لوپز شوبرت(۱۹۸۶)با تایلر انجام داده‌اند ودر۴۵۰صفحه کتاب منتشر شد. اما آخرین مصاحبهٔ تایلر توسط هایات(۱۹۹۴) شش ماه قبل از مرگ تایلر انجام گرفت. در مصاحبهٔ بسیار مهمی که گراسیلا کوردرو آرویو در مارس۱۹۹۰در محل کار تایلر در داتشگاه استانفورد با وی انجام داده نظر تایلر در بارهٔ نومفهوم گرایی نیز پرسیده می‌شود که در اینجا تنها به آن بخش که تایلر نظر خود را دربارهٔ نومفهوم گرایی اعلام کرده‌است اکتفا می‌کنیم. برگرفته از کتاب نوفهم گرایی در مطالعات برنامه درسی دکتر مصطفی قادری. نوشته شده محمد حسین بهرامی.